# Undiscovered (filme)
Undiscovered (br Encontro com o Acaso; pt Desconhecido) é um filme teuto-estadunidense de 2005, do gênero drama, dirigido por Meiert Avis. A trama é sobre um grupo de aspirantes a artistas que pretendem estabelecer suas carreiras em Los Angeles. Lançado em 26 de agosto de 2005, o filme recebeu uma recepção amplamente negativa, com um índice de aprovação de 8% no Rotten Tomatoes, com base em 73 críticas. O filme também teve o recorde de maior porcentagem de desistência nas vendas de ingressos, do seu fim de semana de abertura ao seu segundo final de semana no cinema, 86,4%, até que foi quebrado por Collide em março de 2017.
O filme foi originalmente chamado de Wannabe, mas foi renomeado antes do lançamento. Undiscovered foi o primeiro papel significativo para Ashlee Simpson, que já havia atuado na série de televisão 7th Heaven antes de iniciar uma carreira de cantora. "Undiscovered" também é o nome de uma das músicas de Simpson, a faixa final de seu álbum de estréia, Autobiography, a música está incluída no filme.
O DVD e VHS do filme foi lançado em 26 de dezembro de 2005.

## Sinopse
Brier é uma aspirante a modelo que se apaixona pelo músico Luke, quando eles de repente se cruzam em uma estação de metrô em Nova Iorque. Após alcançar o sucesso como modelo, Brier decide tentar a carreira de atriz mudando-se para Los Angeles. Enquanto procura um lugar na cidade, o destino faz com que Luke cruze novamente seu caminho. Com a ajuda da amiga Clea, Brier resolve ajudar Luke a deslanchar sua carreira como músico. E enquanto o sucesso não chega, eles vão descobrir que o preço da fama é muito mais alto do que qualquer um imagina.

## Elenco
| Ator/atriz         | Personagem            |
| ------------------ | --------------------- |
| Pell James         | Brier Tucket          |
| Steven Strait      | Luke Falcon           |
| Ashlee Simpson     | Clea                  |
| Shannyn Sossamon   | Josie                 |
| Kip Pardue         | Euan Falcon           |
| Carrie Fisher      | Carrie                |
| Stephen Moyer      | Mick Benson           |
| Fisher Stevens     | Garrett Schweck       |
| Perrey Reeves      | Michelle              |
| Peter Weller       | Wick Treadway         |
| Melissa Lawner     | Christy               |
| Cameron Thor       | Cameron               |
| Brian Swibel       | Jason                 |
| Ewan Chung         | Brendan               |
| Brittany Ishibashi | instrutor de trapézio |

## Prêmios e indicações
Uma indicação no Framboesa de Ouro de 2005:
Pior Atriz Coadjuvante (Ashlee Simpson)